# Buchholz (bei Röbel)
Buchholz település Németországban, Mecklenburg-Elő-Pomeránia tartományban. Lakosainak száma 133 fő (2023. december 31.).

## Népesség
A település népességének változása:
| Lakosok száma | 152  | 140  | 139  | 135  | 133  | 133  |
|               | 2014 | 2017 | 2019 | 2021 | 2022 | 2023 |